# Schloss Westerburg (Westerwald)

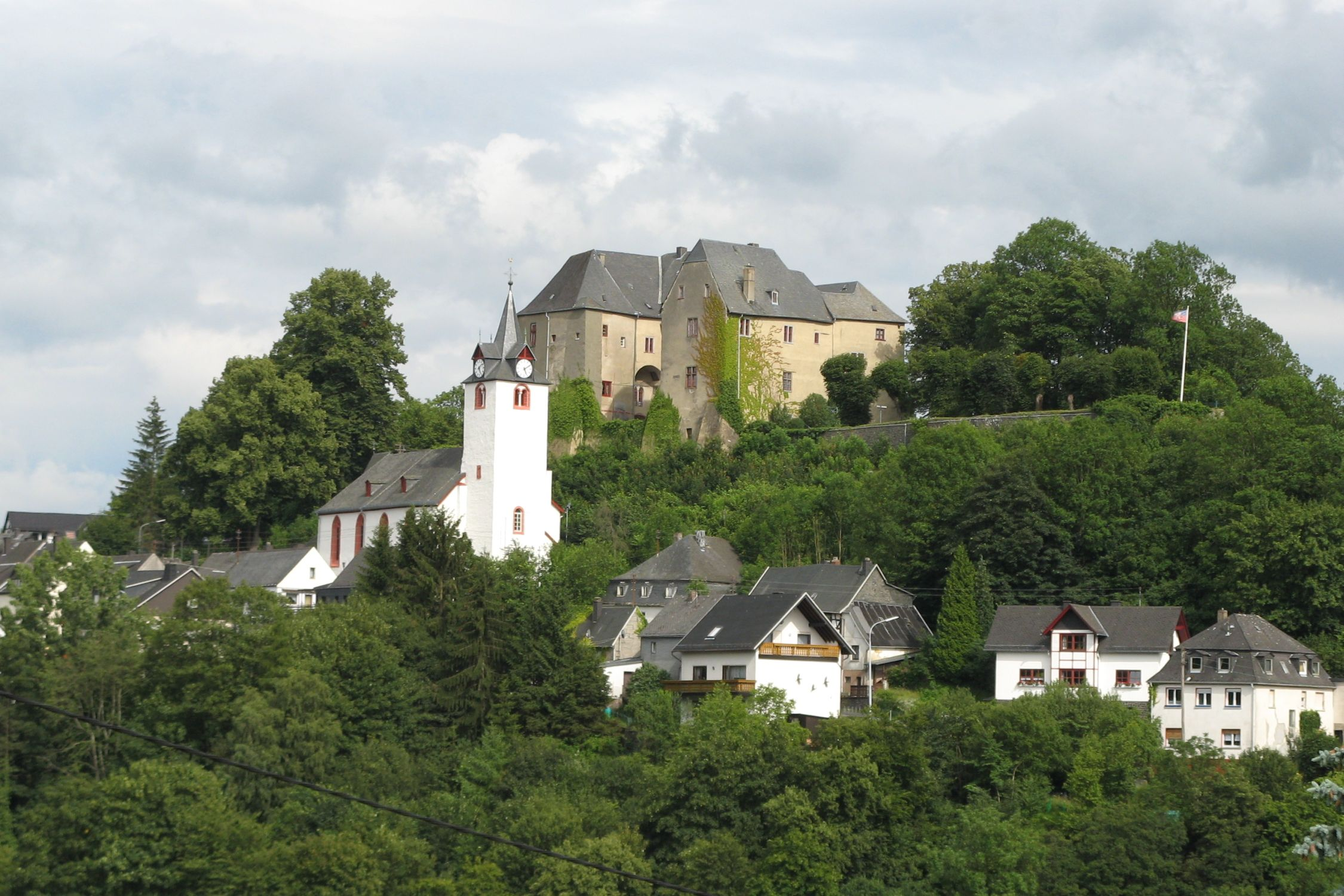
Westerburger Schlossberg mit Schloss und evangelischer Schlosskirche

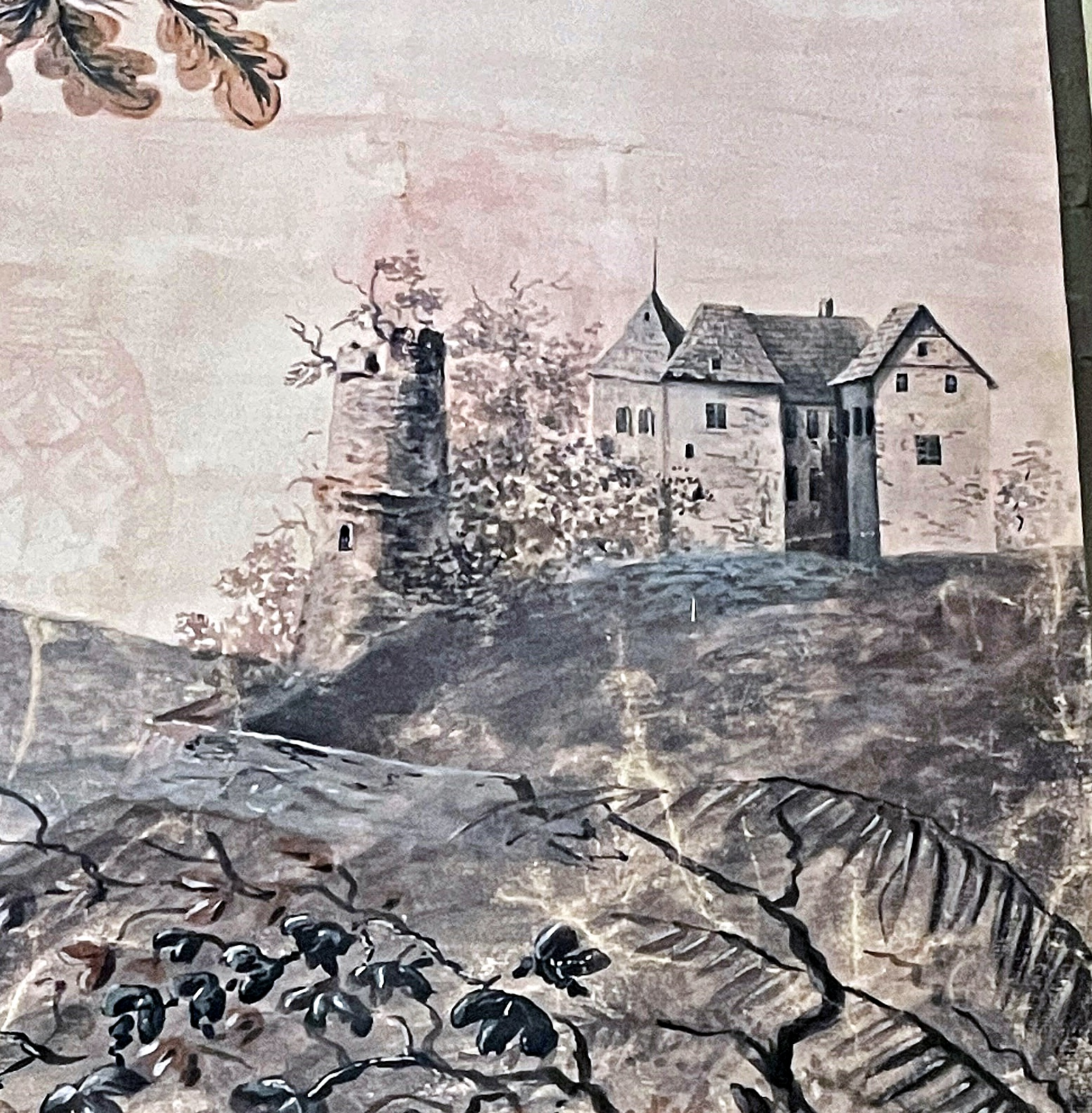
Ansicht der Westerburg (mit verschwundenem Turm) auf dem großen Leininger Stammbaum von 1830, im Museum Grünstadt

Das Schloss Westerburg, erstmals beurkundet im Jahr 1192, aber wohl schon früher erbaut, befindet sich auf einem Plateau im heutigen Stadtkern der Stadt Westerburg im Westerwald. Die Vorläuferburg gehörte zunächst den Grafen von Leiningen und kam spätestens zu Beginn des 13. Jahrhunderts an die Herren von Runkel. In der ersten Hälfte des 13. Jahrhunderts wurde die Burg Sitz der Herren von Westerburg, die sich spätestens im Jahre 1288 mit Heinrich I. von Westerburg endgültig vom Haus Runkel abspalteten. Die Burg wurde im Laufe der Zeit wesentlich erweitert und umgebaut und war lange Zeit Residenz eines Zweiges der Grafen zu Leiningen-Westerburg. Das Burgplateau befand sich ursprünglich östlich der Stadt Westerburg, ist inzwischen aber von dieser umschlossen.
Zur Baugeschichte ist wenig bekannt. Die Nordostecke und die Ostfront der Anlage dürften die ältesten heute noch bestehenden Abschnitte sein. Sie enthalten die Burgkapelle und stammen vermutlich aus dem frühen 13. Jahrhundert. Das Gebäude, in dem sich der große Saal befindet, wurde zwischen 1476 und 1483 fertiggestellt. Kurz vor 1561 muss es ebenfalls eine Umbau- und Erneuerungskampagne gegeben haben. Ein Bild aus dem 18. Jahrhundert zeigt einen bereits ruinösen Turm, der noch von der mittelalterlichen Anlage stammte und sich über dem Zugang zu dem Burgplateau befand. Bereits am Ende des 18. Jahrhunderts scheint dieser Turm aber weitgehend verschwunden gewesen zu sein. Die übrigen heute vorhandenen Teile der Anlage stammen aus dem 18. Jahrhundert.
Heute ist das Schloss im Privatbesitz und beherbergt ein Restaurant sowie eine Zahnarztpraxis.